# Saint-Maudan
Saint-Maudan (bret. Sant-Maodan) – miejscowość i gmina we Francji, w regionie Bretania, w departamencie Côtes-d’Armor.
Według danych na rok 1990 gminę zamieszkiwały 404 osoby, a gęstość zaludnienia wynosiła 61 osób/km² (wśród 1269 gmin Bretanii Saint-Maudan plasuje się na 882. miejscu pod względem liczby ludności, natomiast pod względem powierzchni na miejscu 961.).